# Star Blanket 83C
Star Blanket 83C är ett reservat i Kanada.   Det ligger i provinsen Saskatchewan, i den sydöstra delen av landet, 2 100 km väster om huvudstaden Ottawa.
Trakten runt Star Blanket 83C består till största delen av jordbruksmark. Trakten runt Star Blanket 83C är nära nog obefolkad, med mindre än två invånare per kvadratkilometer.